# Сонода Ясуката
Сонода Ясуката (яп. 園田 安賢, 6 октября 1850 — 7 августа 1924) — японский государственный деятель, губернатор префектуры Хоккайдо (1898—1906), глава столичной полиции (1891—1896, 1898), член Палаты пэров Японии (1897—1911), барон (с 1896).

## Биография
Родился как старший сын Соноды Рёэмона, вассала даймё Сацумы. Участвовал в войне Босин и был ранен в бою. В октябре 1871 года стал главой контрольной группы префектуры Токио, позже стал главным инспектором Министерства юстиции и вышел в отставку в феврале 1874 года. Участвовал в Тайваньском походе в качестве капитана призывного взвода.
В июне 1875 года поступил на службу в столичное отделение полиции. В апреле 1877 года участвовал в подавлении Сацумского восстания в качестве начальника патрульного отрада баттотая и был снова ранен в бою.
В апреле 1882 года занял пост начальника полиции префектуры Исикава, а позже стал главным секретарём префектуры Исикава. Позже переведён вторым суперинтендантом в отдел столичной полиции и вторым секретарём Министерства внутренних дел. С апреля 1884 года по апрель 1886 года путешествовал по Европе и США для проверки положения полиции в каждой стране, а по возвращении домой опубликовал отчёт. После этого занимал должности третьего директора столичного отдела полиции, секретаря префектуры Сига, заместителя главы столичного отдела полиции, а в апреле 1891 года стал главой столичного отдела полиции. 5 июня 1896 года ему был присвоен титул барона (дансяку) и в сентябре того же года Сонода вышел в отставку.
10 июля 1897 года был назначен в Палату пэров Японии и занимал эту должность до 9 июля 1911 года. В январе 1898 года был повторно назначен главой столичной полиции, а после стал губернатором префектуры Хоккайдо и советником императорского двора.

## Семья
Второй сын, Сонода Минору, контр-адмирал Императорского флота. Старшая дочь, Сонода Тацу, жена Канэко Мотосабуро, первого мэра Отару. Вторая дочь, Сонода Фумико, жена Цутии Кэйдзо, основателя Dai-ichi Hotel.

## Награды
- Орден Восходящего солнца 4 класса (13 ноября 1884)
- Орден Священного сокровища 3 класса (27 июня 1891)
- Орден Священного сокровища 2 класса (31 октября 1895)
- Орден Восходящего солнца 1 класса (1 апреля 1906)